# 2. Hallenhockey-Bundesliga 1999/2000 (Herren)
In der Saison 1999/2000 wurde zum letzten Mal in zwei Gruppen mit je acht Teams gespielt. Durch die neue Ligeneinteilung zur folgenden Saison 2000/01, in der die Anzahl der Teams in der 1. und der 2. Bundesliga von 32 auf 48 erhöht wurde, gab es in dieser Saison in der 2. Bundesliga keine Absteiger und 14 Aufsteiger. Zwei weitere Teams stiegen direkt von der Regionalliga in die 1. Bundesliga auf.

## Abschlusstabelle
Legende:

| (A) | Absteiger aus der 1. Bundesliga |
| (N) | Aufsteiger aus der Regionalliga |
|     | Aufsteiger in die 1. Bundesliga |
|     | Absteiger in die Regionalliga   |

| Gruppe Nord |                       |        |         |        |
| Platz       | Club                  | Spiele | Tore    | Punkte |
| 1.          | Schwarz-Weiß Köln     | 14     | 124:67  | 36     |
| 2.          | Schwarz-Weiß Neuss    | 14     | 158:79  | 35     |
| 3.          | RTHC Bayer Leverkusen | 14     | 97:108  | 23     |
| 4.          | Großflottbeker THGC   | 14     | 96:109  | 15     |
| 5.          | Rahlstedter HTC (N)   | 14     | 103:116 | 14     |
| 6.          | HC Essen 99           | 14     | 96:112  | 13     |
| 7.          | Club Raffelberg (N)   | 14     | 89:129  | 13     |
| 8.          | Bonner THV (A)        | 14     | 69:112  | 8      |

| Gruppe Süd |                       |        |         |        |
| Platz      | Club                  | Spiele | Tore    | Punkte |
| 1.         | HC Heidelberg (N)     | 14     | 140:92  | 32     |
| 2.         | SC SAFO Frankfurt     | 14     | 138:99  | 32     |
| 3.         | Mannheimer HC (A)     | 14     | 125:98  | 28     |
| 4.         | Zehlendorfer Wespen   | 14     | 117:102 | 20     |
| 5.         | Osternienburger HC    | 14     | 116:127 | 15     |
| 6.         | TuS Lichterfelde      | 14     | 99:125  | 14     |
| 7.         | TSV Zehlendorf 88 (N) | 14     | 111:134 | 12     |
| 8.         | 1. Hanauer THC        | 14     | 92:161  | 8      |

## Aufstieg
Ab der nächsten Saison wurde in vier Gruppen Nord, Ost, Süd und West mit je sechs Teams anstelle der bisherigen zwei Gruppen mit je acht Teams gespielt. Die neugebildeten Gruppen der 2. Bundesliga wurden regional sehr unterschiedlich mit Mannschaften aus der jeweiligen Regionalliga aufgefüllt. Im Norden und im Osten kamen alle sechs Teams der Gruppe aus der Regionalliga, im Süden und im Westen stiegen nur die Regionalliga-Meister auf. Aufsteiger waren:
- Nord: Klipper THC, Hannover 78, DTV Hannover, Club zur Vahr, Rissener SV, TG Heimfeld
- Ost: Berliner SV 92, Mariendorfer HC, HCLG Leipzig, Cöthener HC 02, SV Motor Meerane, Berliner Sport-Club
- Süd: SSV Ulm 1846
- West: Rheydter Spielverein